# Oxydifluorure de xénon
L'oxydifluorure de xénon, est un composé chimique du xénon de formule XeOF2 dont la molécule est plane en forme de T, rappelant la disposition des atomes de fluor par rapport à celui d'oxygène dans la molécule d'oxytétrafluorure de xénon XeOF4.
Il se présente sous la forme d'un solide jaune pâle non volatil.